# Sisoridae
Famille
Les Sisoridés (Sisoridae) forment une famille de poissons-chats appartenant à l'ordre des Siluriformes.
Ces poissons-chats sont originaires des eaux rapides d'Asie et possèdent une bouche en ventouse leur permettant d'adhérer à des éléments de leur habitat.

## Liste des genres
- sous-famille Sisorinae
  - Bagarius
  - Gagata
  - Gogangra
  - Nangra
  - Sisor
- sous-famille Glyptosterninae
  - Tribu Glyptothoracini
    -       - Glyptothorax

  - Tribu Glyptosternina
    - Euchiloglanis
    - Exostoma
    - Glaridoglanis
    - Glyptosternon
    - Myersglanis
    - Oreoglanis
    - Parachiloglanis
    - Pareuchiloglanis
    - Pseudexostoma

  - Tribu Pseudecheneidina
    - Pseudecheneis